# John Madden Football (1988)
John Madden Football är ett fotbollsspel efter framgången med Earl Weaver Baseball.